# Bataille du Mans (1871)
Pour les articles homonymes, voir Bataille du Mans.
Guerre franco-allemande de 1870
Batailles
- Chronologie de la guerre franco-prussienne de 1870
- Sarrebruck (08-1870)
- Wissembourg (08-1870)
- Forbach-Spicheren (08-1870)
- Wœrth (08-1870)
- Bitche (08-1870)
- Phalsbourg (08-1870)
- Borny-Colombey (08-1870)
- Strasbourg (08-1870)
- Mars-la-Tour (08-1870)
- Toul (08-1870)
- Gravelotte (08-1870)
- Metz (08-1870)
- Nouart (08-1870)
- Beaumont (08-1870)
- Noisseville (08-1870)
- Sedan (08-1870)
- Montmédy (09-1870)
- Soissons (09-1870)
- Siège de Paris et chronologie du siège (09-1870)
- Nompatelize (10-1870)
- Bellevue (10-1870)
- Châtillon (10-1870
- Châteaudun (10-1870)
- Buzenval (10-1870)
- Bourget (10-1870)
- Dijon (10-1870)
- Belfort (11-1870)
- La Fère (11-1870)
- Langres (11-1870)
- Bouvet et Meteor (navale) (11-1870)
- Coulmiers (11-1870)
- Thionville (11-1870)
- Châtillon-sur-Seine (11-1870)
- Villers-Bretonneux (11-1870)
- Beaune-la-Rolande (11-1870)
- Champigny (11-1870)
- Orléans (12-1870)
- Loigny (12-1870)
- Châteauneuf (12-1870)
- Beaugency (12-1870)
- Longeau (12-1870)
- l’Hallue (12-1870)
- Siège de Péronne (1871)
- Bapaume (01-1871)
- Villersexel (01-1871)
- Le Mans (01-1871)
- Héricourt (01-1871)
- Saint-Quentin (01-1871)
- Buzenval (01-1871)

La bataille du Mans eut lieu les 10 et 12 janvier 1871, à une dizaine de kilomètres à l'est du Mans dans la Sarthe, essentiellement sur le site du camp militaire d'Auvours à Champagné (d'où le nom parfois attribué de bataille d'Auvours), ainsi qu'à Changé. Ce fut une défaite décisive de la France contre la Prusse dans le cadre de la guerre franco-allemande de 1870.
Après la bataille d'Orléans, du 2 au 4 décembre 1870, le général Chanzy prit le commandement de l'armée de la Loire et regroupa les forces françaises vers Le Mans. Trois de ses corps lui furent alors retirés pour renforcer l'armée de l'Est.

## Contexte

### Premier mouvement vers Le Mans
Après la bataille de Coulmiers (9 novembre 1870), le 1er corps d'armée royal bavarois avait fait sa jonction avec le groupe d'armée du Grand-duc de Mecklembourg. L’État-major français, à Versailles, avait décidé de stationner le gros des forces françaises dans la région du Mans. Cette décision malheureuse s'explique entre autres par les combats livrés autour de Dreux. Le Grand-duc dirigea donc son armée vers Le Mans, mais au lieu d'y trouver des troupes de ligne, il se heurta à des franc-tireurs qui retardèrent efficacement sa progression. Les régiments d'infanterie de ligne regroupés autour du Mans (XXIe corps d'armée et recrues de Bretagne) évitèrent le combat. L’Armée de la Loire demeura quant à elle presque tout le mois de novembre en couverture autour d'Orléans en poursuivant la formation de ses soldats. À la fin de novembre, l’armée du Grand-duc pouvait reprendre sa progression vers le sud et la vallée de la Loire. Elle atteignit l'objectif juste à temps pour prendre part à la bataille d'Orléans. Le XXIe corps d'armée français se maintint au Mans et ne prit donc pas part à ces combats.

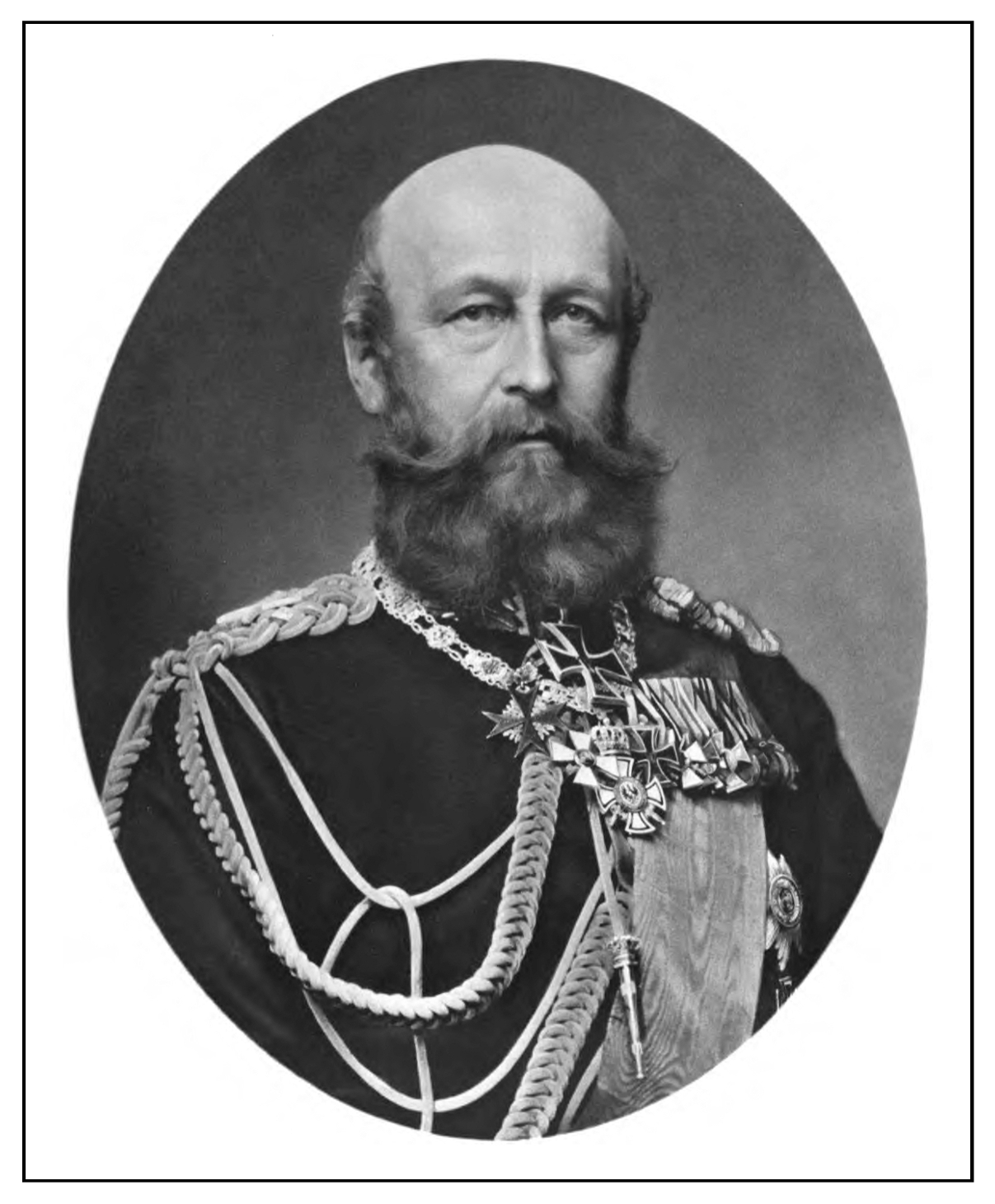
Le prince Frédéric-Charles de Prusse.

### Marche d'Orléans vers Vendôme
Au terme de la bataille d'Orléans et de la chute de cette ville (4 décembre), le général de Paladines fut démis de son commandement et l’armée de la Loire, divisée en deux pour reformer l'Armée de l’Est de Bourbaki et constituer la « seconde armée de la Loire » du général Chanzy. Bien que les Prussiens eussent tenté de poursuivre l'ennemi, l’armée de la Loire parvint à se reformer pour prendre la route du Mans, retenant les poursuivants prussiens par une série de combats de repli : d'abord à Meung (ou plus précisément Nevoy près Gien) le 7 décembre, puis le 8 décembre avec une contre-attaque d'ampleur limitée à Beaugency ; cependant elle se trouva contrainte d'évacuer car le 9e corps d'armée de von Manstein menaçait de leur couper toute retraite. À Beaugency, les troupes fuyant Orléans firent leur jonction avec l'armée envoyée vers Le Mans, reformant ainsi une armée de 100 000 hommes. Mais le dégel, accompagné d'une pluie continue, interdisait toute manœuvre d'ampleur. Les Allemands mirent ce contretemps à profit pour réorganiser leurs unités. L'armée du Grand-duc de Mecklembourg continuait de harasser les Français ; elle s'empara après quelques combats de Blois le 13 décembre, puis de Vendôme le 17 décembre, faisant plusieurs prisonniers dont les francs-tireurs. 
À ce point elle dut cependant interrompre sa progression, car ses troupes, décimées par les escarmouches et épuisées, n'étaient plus en état de poursuivre. Ainsi, jusqu'à la fin de décembre, le Ier corps bavarois de général von der Tann était rattaché à l'armée du Grand-duc, mais après trois mois de combats pratiquement ininterrompus, il en fut détaché pour être affecté au siège de Paris.

## Déroulement

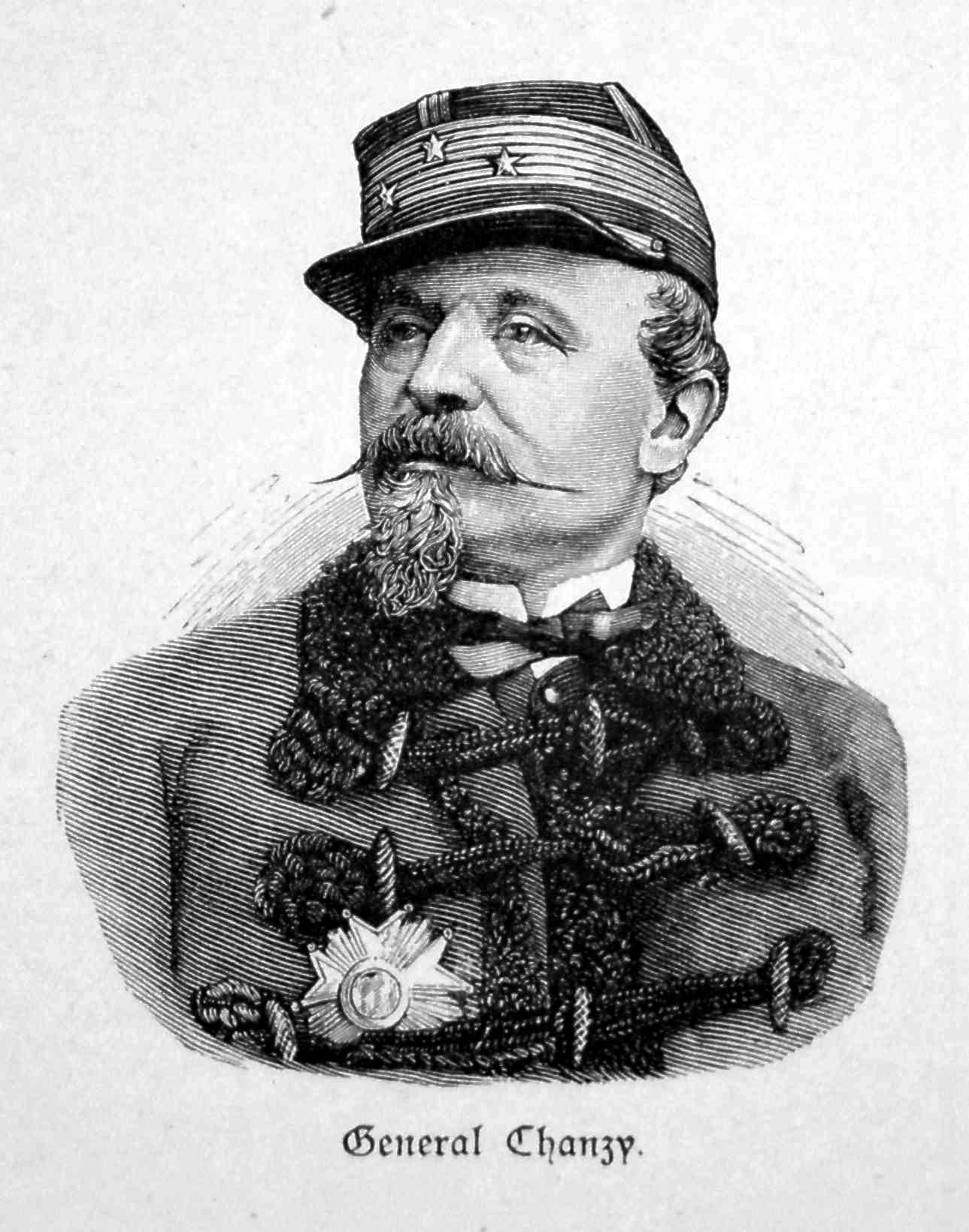
Le général A. Chanzy.

À la fin du mois de décembre, les 150 000 combattants du général Chanzy se regroupèrent autour du Mans. On poursuivit encore leur formation militaire, et on les arma ; mais c'était un armement dépareillé et souvent vétuste, comportant essentiellement des fusils à chargement par la bouche. 
Cette armée était censée mener une attaque coordonnée sur Paris. Autour d'un noyau formé des XVIe, XVIIe et XXIe corps étaient venues s'agréger des unités de la première armée de la Loire puis, au fil des jours, plusieurs brigades de volontaires. De ces 150 000 hommes, un tiers, au début du mois du mois de janvier, n'avaient aucune expérience du feu, et le XXIe corps n'avait pas combattu à Orléans.
Les Prussiens décidèrent le 1er janvier 1871 de marcher contre le Mans avant que la réorganisation de cette seconde armée de la Loire ne soit achevée, afin d'abattre définitivement l'ennemi sur ce front. Pour cela, ils regroupèrent le 6 janvier la IIe armée du prince Frédéric-Charles de Prusse autour de Vendôme. Au début du mois de janvier 1871, cette unité, formée du  3e corps d'armée de von Alvensleben, du 10e corps d'armée de von Voigts-Rhetz, du 13e corps d'armée du Grand-duc Frédéric-François de Mecklembourg, de la 18e Division d'Infanterie du IXe corps (von Manstein) et de quatre divisions de cavalerie (1re, 2de, 4e et 6e), comptait 58 000 fantassins, 15 000 cavaliers et 324 canons.
La marche de la 2e armée allemande fut gênée par les pluies continuelles, rendant les chemins boueux, et une région vallonnée favorable aux embuscades. Il fallut faire progresser les colonnes côte à côte, ce qui représentait un front de 100 km, avec au centre le IIIe et le IXe corps, à droite le XIIIe et à gauche le Xe corps, venu de Tours au sud. Cette formation était censée permettre l'encerclement de l'ennemi en cas de rencontre ; mais l'étirement considérable des colonnes allemandes compromettait la coordination des différents corps d'armée. Le 7 janvier ils atteignaient Sargé-sur-Braye et le 9 janvier, Ardenay-sur-Mérize. Les premiers engagements eurent lieu tout près du Mans, sur l'Huisne.

### 11 janvier
Au soir du 10 janvier, le prince Frédéric-Charles établit son quartier-général au château d'Ardenay, qu’il partagea avec le chef d'État-major de la IIe armée allemande, le général von Stiehle, pour poursuivre les mouvements rapides du IIIe corps d'armée. L'attaque fut lancée à 9 heures le 11 janvier : le Xe corps d'armée allemand (Voigts-Rhetz) à l'aile gauche se trouvait encore au Grand-Lucé. Le IXe corps (von Manstein) suivit par St. Hubert à la droite du IIIe corps et attaqua avec l'avant-garde de la 18e division la place de Champagné. Vers 11 heures, la brigade brandebourgeoise de la 4e division s'empara de Champagné et poursuivit vers Le Mans en suivant la voie ferrée. Les Allemands se heurtèrent à une forte résistance du XVIe corps de l'amiral Jauréguiberry autour des fermes de Landière et du Tertre, et ce n'est que par l'intervention de la 5e Division, venue du sud, que les Français furent délogés de leurs positions et abandonnèrent le faubourg de Pontlieue, laissant l'Huisne ouverte au sud-est du Mans. La 20e division du général Alexander von Kraatz-Koschlau venait du sud par Mulsanne et renforça l'attaque allemande. La 36e brigade du IXe corps s'empara du village de Champagné en venant des collines d'Auvours, puis de Villers. En fin de journée le général Chanzy donna l'ordre d'abandonner la rive de l'Huisne : son aile gauche devait se replier au nord jusqu'à Alençon, le centre et l'aile droite prendre position à l'ouest de la Sarthe.

### 12 janvier
La percée obtenue la veille au centre est élargie jusqu'au faubourg de Pontlieue, et la prise d'Yvré-l'Évêque. La bataille s'achève par des combats de rue jusque tard dans la nuit dans la ville du Mans. Les affrontements pour la maîtrise du pont et la barricade de Pontlieue sont menés par la 19e et la 5e division allemande : les 17e et 91e (de) régiments d'infanterie s'engouffrent par la grande-rue, tandis que le 56e régiment d'infanterie occupe la gare. Sur le cours amont de l'Huisne, Montfort se rend au XIIIe corps d’armée allemand ; les 17e et 22e divisions font irruption devant Saint-Corneille et La Croix et forcent au repli le XXIe corps français du capitaine de vaisseau Jaurès à Lombron. La 35e brigade du IXe corps d’armée allemand, couvert par le XIIIe corps d’armée, s'empare de la rive nord de l'Huisne et prend position sans combat le long du ruisseau de la Parence.
Le repli des Français au Mans tourne à la déroute, l'ordre de l’armée de la Loire est rompu et une multitude de soldats désertent : (on observe toutefois de ce point de vue une grande différence entre les milices et l'armée régulière.)[réf. nécessaire]

## Bilan
L’armée de la Loire était défaite. La 2e armée allemande avait perdu au cours des sept derniers jours 200 officiers et 3 200 hommes, mais elle avait fait 20 000 prisonniers, et pris à l'ennemi 17 canons et 2 drapeaux. Les chevauchées de la 6e division de cavalerie (général von Schmidt (de)) grossirent encore ce bilan. Près d'un tiers de l’armée de la Loire avait déserté, 29 000 soldats étaient tués, blessés ou faits prisonniers. Le reste de l'armée se repliait vers Laval (qu'elle rallia le 16 janvier), abandonnant derrière elle l'essentiel de son train et de son artillerie.
Dans la nuit du 13 janvier, la 20e Division allemande s'empara du camp de Conlie, où les réservistes levés en Bretagne étaient stationnés. Après de telles pertes, l’armée de la Loire ne représentait plus une menace sérieuse pour les Prussiens. La perspective de libérer Paris s'éloignait, mais il semble que Chanzy n'envisageait même plus de réorganiser l’armée ni de poursuivre la guerre : jusqu'à l'armistice du 29 janvier, l’armée de la Loire ne livra plus aucun combat.

## voir aussi